# Justus Christian Ludwig von Schellwitz

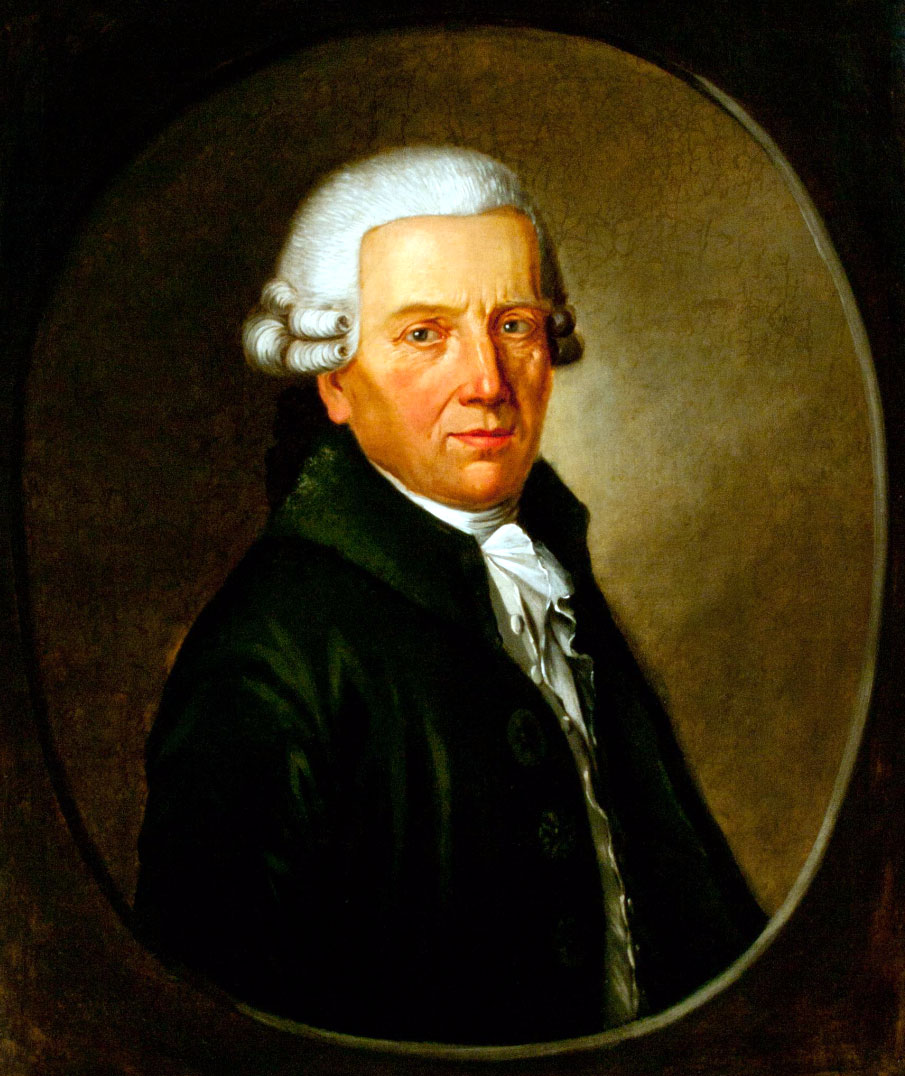
Justus Christian Ludwig von Schellwitz

Justus (Just) Christian Ludwig von Schellwitz (* 10. September 1735 in Roßla; † 22. Juni 1797 in Jena) war ein deutscher Rechtswissenschaftler.

## Leben
Schellwitz war der Sohn des damaligen gräflich-stollbergischen Kanzleidirektors Georg Christian von Schellwitz († 9. August 1759). Er studierte an der Universität Jena und an der Universität Göttingen. In Göttingen promovierte er 1760 zum Doktor der Rechte. Danach war er einige Zeit in seinem Geburtsort tätig. 1763 zog er an die Universität Wittenberg, wo er Vorlesungen hielt und 1765 zum außerordentlichen Professor der Rechte ernannt wurde. Jedoch waren die Aussichten auf eine ordentliche Professur in Wittenberg nicht günstig. 
Daher nahm er 1766 einen Ruf an die Jenaer Salina als außerordentlichen Professor der Rechte an. Hier erhielt er 1769 eine ordentliche Professur, übernahm 1776 die Professur der Institutionen und wurde am 27. Juni 1782 Professor für Staatsrecht. Damit verbunden war eine Beisitzerstelle am Jenaer Hofgericht und Schöppenstuhl. Zudem ernannte man ihn 1786 zum Hofrat Sachsen-Coburg. Schellwitz beteiligte sich auch an den organisatorischen Aufgaben der Jenaer Hochschule. So war er Dekan der juristischen Fakultät und in den Sommersemestern 1777, 1781, 1784, 1789 Rektor der Alma Mater.

## Werke (Auswahl)
- Diss. de remedio revisionis. Göttingen 1760 (Online)
- Commentatio de caussarum miniurarum indole. Wittenberg & Zerbst 1765 (Online)
- Diss. Ulteriorum observationum de remedio revisionis ex legibus Imperii et praxi Camerae imperialis haustarum Decas I. Wittenberg 1765
- De caussis minutis secundum praxin Camerne imperialis. Jena 1767 (Online); (Digitalisat)
- Originem iuris Anglicani e vetusto Saxonum iure in doctrina de vero reorum nomine in processu citra errorem iudicando, demonstrata, huiusque argumenti usus hodiernus in Germania expositus. Jena 1667 (Online)
- Progr. aditiale, continens disquisitionem: Utrum haeredi remedium L: 2. C. de rescind. vend. detur? Jena 1667
- Diss. de exactione pecuniae pro viis publicis pontibusque solvendae, vulgo: Wege- und Brückengeld. Jena 1776
- Progr. de impensis ad arcium exstructionem et resectionem neccessariis. Jena 1779
- Progr. de dominorum territorialium iure, litteras vitalitii concedendi. Jena 1784
- Progr. de Caesareo iure litteras panicales concedendi. Jena 1785
- Diss. de Caesareo iure litteras panicales concedendi. Jena 1785 (Enthält die Fortsetzung des vorhergehenden Programms.)
- Progr. Iura Francofurtensia de aedibus ruinosis et areis vacuis. Jena 1787
- Quaetenus a Civitatum Imperii subditis crimen perduellionis committi possit? Jena 1792